# Pemba (Tanzania)
5°1′54″S 39°46′32″Ø / 5.03167°S 39.77556°Ø
 For alternative betydninger, se Pemba. (Se også artikler, som begynder med Pemba)
Pemba er en ø som tilhører Tanzania og er beliggende i det Indiske Ocean ud for landets nordøstlige kyst. Øen er på arabisk også kendt som Al Jazeera Al Khadra (den grønne ø). Pemba ligger omkring 50 kilometer nordøst for øen Unguja (uofficielt også betegnet som Zanzibar) og omkring lige så langt fra Tanzanias fastland, og ikke langt fra Kenyas sydøstlige kyst. Pemba er en del af Zanzibararkipelaget som består af Pemba, Zanzibar og nogle mindre øer. Denne øgruppe er også en del af Krydderøerne (ikke at forveksle med Molukkerne, som også kaldtes Krydderøerne), som også inkluderer den mere sydligt beliggende Mafiaøen. Den største del af Pemba, som er mere kuperet og frodig ens Zanzibar, domineres af små landbrug og er en af verdens størsta producenter af Kryddnernellike med over 3 millioner sådanne træer. Sproget på øen er swahili (med den lokale dialekt Kipemba) samt arabisk, da øen har en stor arabisk befolkning. 
I 1900'erne var der blevet etableret en trådløs telegrafiforbindelse med Zanzibar.

## Indbyggere og areal
På Pemba bor 441.430 mennesker (2007) på en areal af 906 km², hvilket omfatter hovedøen samt et antal mindre øer rundt langs kysten. De største byer er Wete med 24.983 indbyggere (2002) samt Chake Chake med 19.283 indbyggere (2002). 

## Administrativ inddeling
Pemba består af to regioner, Nordlige Pemba og Sydlige Pemba. Disse er inddelt i fire distrikter, som videre er inddelt i mindre administrative enheder som kaldes shehia. 
Regioner og distrikt:
- Nordlige Pemba
  - Micheweni, Wete
- Sydlige Pemba
  - Chake Chake, Mkoani